# The Dinosaur Heresies
The Dinosaur Heresies: New Theories Unlocking the Mystery of the Dinosaurs and Their Extinction (česky "Dinosauří kacířství: Nové teorie odkrývající záhady dinosaurů a jejich vyhynutí") je populárně naučná kniha amerického paleontologa Roberta T. Bakkera z roku 1986. Toto dílo bývá považováno za jeden ze stěžejních příspěvků tzv. Dinosauří renesanci (malé vědecké revoluci, měnící v průběhu 60. až 80. let 20. století pohled na druhohorní dinosaury).

## Obsah
Bakker v knize přichází s množstvím dokladů potvrzujících, že dinosauři byli ve skutečnosti velmi aktivní, fyziologicky i anatomicky vyspělí obratlovci, zcela vzdálení zastaralým představám o "evolučních omylech". Podle Bakkera byli dinosauři teplokrevní, měli vysoký stupeň bazálního metabolismu, někteří byli opeření a jedna skupiny teropodů dala vzniknout současným ptákům. Dnes jsou Bakkerovy teorie obecně potvrzeny a přijímány širokou paleontologickou veřejností. V knize se sice objevují i teorie, které již byly vyvráceny (například ta, že ptakoještěři patří do skupiny Dinosauria, že obří sauropodi byli živorodí nebo že obří dravý teropod Tyrannosaurus rex dokázal běhat rychlostí až kolem 45 mil za hodinu (asi 72 km/h). Přesto je kniha přelomovým a dnes již kultovním dílem, pro které je R. T. Bakker již více než tři desetiletí obdivován a ceněn. Autorovou výhodou je také schopnost vytvářet velmi kvalitní ilustrace, kterými své vývody v knize dobře dokresluje a podporuje.